# جرم ستاره‌ای
جرم ستاره‌ای (انگلیسی: Stellar mass) عبارتی است که در اخترشناسی برای توصیف جرم یک ستاره از آن استفاده می‌شود. این اصطلاح با اشاره و در مقایسه با جرم خورشید است که به عنوان نسبتی از جرم خورشید(M☉)، شمارش می‌شود. بر این پایه، برای مثال جرم ستارهٔ درخشان شباهنگ در حدود 2.02 M☉ برابر جرم خورشید نمایش داده می‌شود. جرم یک ستاره در چرخهٔ زندگی ستاره ثابت نیست و ستاره مقدار متفاوتی را تجربه خواهد کرد زیرا جرم یک ستاره با رفتار وزشی و تپشی آن: باد ستاره‌ای از آن می‌کاهد یا از طریق جرم دیگری مانند یک ستاره همدم به آن افزوده شود.

## ویژگی‌ها
ستاره‌ها گاهی بنا بر جرم بر پایهٔ روند تکاملی آنها دسته‌بندی می‌شوند زیرا سرنوشت آنها با جرم آنها هنگام تولدشان تعیین می‌شود. ستارگان با جرم بسیار کم؛ جرم زیر ۰٫۵ M☉، از همان ابتدا، بی آنکه وارد شاخه غول مجانب (AGB) شوند، مستقیماً به کوتوله‌های سفید تبدیل می‌شوند. (دست کم از نظر تئوری می‌توان گفت؛ طول عمر چنین ستارگانی به اندازهٔ کافی طولانی است - بیشتر از سن جهان تا به امروز - که برای هیچ‌یک از آنها هنوز وقت کافی وجود نداشته تا در این مرحله تکامل یافته و [برای ما] مشاهده شوند).
ستاره‌های کم جرم با جرم زیر ۱٫۸ تا ۲٫۲ M☉ (بسته به ترکیبی که دارند) وارد شاخهٔ AGB می‌شوند و در آنجا هستهٔ هلیوم تباهیده را ایجاد می‌کنند.
ستارگان با جرم متوسط تحت همجوشی هلیوم قرار می‌گیرند و یک هسته کربن-اکسیژن تباهیده ایجاد می‌کنند.
غول‌ستارگان، ستاره‌هایی از ۵ تا ۱۰ M☉ هستند. این ستارگان تحت همجوشی کربن قرار می‌گیرند و زندگی آنها با انفجار و فروپاشی هسته (ابرنواختر) پایان می‌پذیرد.
سیاهچاله‌هایی که در نتیجهٔ سقوط ستاره‌ای ایجاد می‌شوند، سیاه‌چاله‌های ستاره‌ای نامیده می‌شوند.
ترکیب شعاع و جرم یک ستاره گرانش سطحی آن را تعیین می‌کند. ستاره‌های غول پیکر دارای گرانش سطح بسیار کمتری نسبت به ستاره‌های دنباله اصلی هستند، در حالی که عکس این مورد در مورد ستاره‌های تباهیده و به‌هم‌پیوسته مانند کوتوله‌های سفید اتفاق می‌افتد. گرانش سطحی می‌تواند در ظاهر طیف ستاره تأثیر بگذارد، گرانش بالاتر باعث گسترش خطوط جذب می‌شود.